# Самсалиев, Султаналы Саткыналиевич
Султаналы Саткыналиевич Самсалиев (22 марта 1920 — 15 августа 2001, Арчалы) — советский и киргизский военный и государственный деятель, участник Великой Отечественной войны, генерал-майор в отставке. В 1958—1974 годах был военным комиссаром Киргизской ССР. 27 апреля 1962 года ему, одному из первых киргизов, было присвоено воинское звание генерал-майора.

## Биография
Султанлы Самсалиев родился 22 марта 1920 года в селе Арчалы (Чуйская область). Окончив сельскую школу (позже названа в его честь), поступил на подготовительное отделение гидромелиоративного техникума. После второго курса перешёл на Фрунзенский педагогический рабфак, который окончил с отличием в 1939 году. В том же году поступил на первый курс географического факультета Киргизского педагогического института.
В 1939 году был призван на службу в РККА. Служил на западе БССР. Во время Великой Отечественной войны принимал участие в боях на Западном, Сталинградском, Центральном, 1-м Украинском фронтах, был командиром взвода, роты, командовал стрелковым батальоном. Получил три ранения и тяжёлую контузию. За воинские подвиги награждён орденом Красного Знамени, двумя орденами Отечественной войны I степени, орденом Красной Звезды, 20 медалями.
После окончания войны продолжил карьеру военного. С 1944 по 1950 год работал военным комиссаром Ленинпольского района, Таласская область. В 1953 году окончил Военную академию имени М. В. Фрунзе, после чего был назначен заместителем командира полка. В 1955 году стал начальником отдела военного комиссариата Узбекской ССР. В 1956—1958 годах работал военным комиссаром Джалал-Абадской области. С 1958 по 1974 год был военным комиссаром Киргизской ССР. 27 апреля 1962 года Постановлением Совета Министров СССР ему было присвоено воинское звание генерал-майора.
После демобилизации в 1974 году продолжил работать в народном хозяйстве республики на разных должностях: в 1974—1981 годах был заместителем начальника Главного управления нефтеснаба Госкомитета по нефтепродуктам, в 1981—1991 годах — заместителем начальника Главного управления Госстраха республики.
Четыре раза избирался депутатом Верховного Совета Киргизской ССР (V—VII созывы), в двух созывах был членом Президиума, депутатом Ленинпольского районного, Ошского городского и Джалал-Абадского областного Советов депутатов трудящихся, членом ЦК КП Киргизии, областных и районных партийных комитетов. Был членом Центральной Комиссии по выборам и проведению референдумов Киргизии.
7 мая 1997 года Указом Президента Киргизии награждён медалью «Данк», 18 марта 2000 года — орденом «Манас» III степени. За значительные заслуги по защите страны и непосредственный вклад в улучшение оборонной и мобилизационной готовности государства и в военно-патриотическом воспитании молодёжи восемь раз награждался Почётными грамотами Президиума Верховного Совета Киргизской ССР. Является почётным гражданином Бишкека.
В 1991 году Самсалиев был назначен руководителем рабочей группы редколлегии городской «Книги Памяти» о погибших в боях Великой Отечественной войны. По итогам масштабной поисковой работы группе удалось первыми в Средней Азии издать первый том «Книги Памяти» республики, в которую поимённо были включены примерно 12 тысяч горожан, погибших и пропавших без вести во время войны.
Умер 15 августа 2001 года.